# Nazelles-Négron
Nazelles-Négron település Franciaországban, Indre-et-Loire megyében. Lakosainak száma 3682 fő (2022. január 1.). Nazelles-Négron Amboise, Chançay, Lussault-sur-Loire, Montreuil-en-Touraine, Noizay, Pocé-sur-Cisse és Reugny községekkel határos.

## Népesség
A település népességének változása:
| Lakosok száma | 1747 | 3263 | 3547 | 3595 | 3575 | 3631 | 3532 | 3508 | 3525 | 3682 |
|               | 1968 | 1982 | 1990 | 2006 | 2013 | 2015 | 2017 | 2019 | 2020 | 2022 |